# باربرا بروخ
باربرا بروخ (بالبرتغالية: Bárbara Bruch) (28 مايو 1987 في البرازيل - ) هي لاعبة كرة طائرة برازيلية في مركز وسط ‏.